# Cheiracanthium wiehlei
Cheiracanthium wiehlei är en spindelart som beskrevs av Pater Chrysanthus 1967. Cheiracanthium wiehlei ingår i släktet Cheiracanthium och familjen sporrspindlar. Inga underarter finns listade i Catalogue of Life.